# Jack Culcay-Keth
Jack Robert Culcay-Keth (* 26. September 1985 in Ambato, Ecuador), bekannt als Jack Culcay, ist ein deutscher Profiboxer mit ecuadorianischem Migrationshintergrund. Er war bisher unter anderem EBU-Europameister, WBA-Interimsweltmeister und regulärer WBA-Weltmeister im Halbmittelgewicht.
Bei den Amateuren war er unter anderem Teilnehmer der Olympischen Sommerspiele 2008 in Peking, Silbermedaillengewinner der Europameisterschaft 2008 in Liverpool und Goldmedaillengewinner der Weltmeisterschaft 2009 in Mailand.

## Leben
Culcay wurde 1985 als Sohn eines Ecuadorianers und dessen deutschen Frau im ecuadorianischen Ambato geboren. Er kam als Fünfjähriger mit seiner Familie nach Deutschland und spricht fließend Spanisch und Deutsch. 2006 trat er seinen Grundwehrdienst bei der Bundeswehr an und wurde anschließend Zeitsoldat (letzter Dienstgrad Hauptgefreiter).
Jack Culcay lebt mit seiner Verlobten Anna Höfel (Miss Berlin 2014) in Berlin. Zusammen haben sie eine Tochter und einen Sohn.

## Amateurkarriere
Jack Culcay-Keth begann 1997 beim TG 1875 Darmstadt mit dem Boxsport, wechselte später als Sportsoldat an den Olympiastützpunkt Rhein-Neckar und boxte darüber hinaus für den Berliner Bundesliga-Club Hertha BSC, mit dem er 2009 Deutscher Mannschaftsmeister werden konnte, wobei es sich um den ersten Titelgewinn des Clubs seit 1996 handelte. Darüber hinaus wurde er im Einzel fünffacher Hessenmeister, sowie jeweils Deutscher Meister im Weltergewicht der Jahre 2007 und 2008. Den prestigeträchtigen und international besetzten Chemiepokal von Halle (Saale) gewann er 2008 und 2009, wobei er 2009 auch zum besten Techniker gewählt wurde.
Bei der Weltmeisterschaft 2007 in Chicago verlor er erst im Viertelfinale, beim Kampf um den Einzug in die Medaillenränge, gegen den späteren Weltmeister Demetrius Andrade und hatte sich mit diesem Erfolg für die Olympischen Sommerspiele 2008 in Peking qualifiziert, wo er in der Vorrunde knapp mit 11:11+ gegen den späteren Bronzemedaillengewinner Kim Jung-joo ausschied.
Bei der Europameisterschaft 2008 in Liverpool erreichte er mit Siegen gegen Dmytro Mytrofanow, William McLaughlin, Alexander Rakislow und Jaoid Chiguer das Finale, wo er gegen Mahamed Nurudsinau unterlag und Vize-Europameister wurde. Zudem startete er noch beim Weltcup 2008 in Moskau und kam mit einem Sieg gegen Tureano Johnson in das Halbfinale, wo er mit einer Bronzemedaille gegen Carlos Banteur ausschied.
Den größten Erfolg erzielte er dann bei der Weltmeisterschaft 2009 in Mailand, als durch Siege gegen Hosam Bakr Abdin, Brian Castaño, Torben Keller und Botirjon Machmudow als einziger deutscher Starter das Finale erreichen konnte, wo er beim Kampf um die Goldmedaille Andrei Samkowoi bezwang. Es handelte sich um die bislang (Stand: 2023) letzte Box-WM-Goldmedaille für Deutschland und um die bis dahin erste seit der Weltmeisterschaft 1995 in Berlin, als Zoltan Lunka den Titel im Fliegengewicht erkämpft hatte. Culcay-Keth beendete im Anschluss, mit 95 Siegen in 126 Kämpfen, seine Amateurkarriere.

## Profikarriere
Im November 2009 unterzeichnete er einen dreijährigen Profivertrag beim Hamburger Boxstall Universum Box-Promotion, bei welchem er bereits rund zwei Jahre zuvor einen Vorvertrag unterschrieben hatte. Er blieb in zehn Kämpfen ungeschlagen und wechselte im Februar 2012 zur Förderung seiner Karriere zum Berliner Promoter Sauerland Event.
Am 25. August 2012 wurde er mit einem Sieg gegen Frédéric Serré WBA-Intercontinental-Champion im Halbmittelgewicht und verteidigte den Titel jeweils vorzeitig gegen Mark Thompson und Jean-Michel Hamilcaro.
Am 27. April 2013 verlor er den Titel nach einer knappen Punktniederlage per Split Decision an Guido Nicolás Pitto, gewann den Titel jedoch im Rückkampf am 26. Oktober 2013 durch einen einstimmigen Sieg zurück. Im Anschluss gewann er weitere Titelverteidigungen gegen Dieudonné Belinga, Salim Larbi und Isaac Real, wobei er in diesem letzten Kampf am 16. August 2014 zusätzlich den EBU-Europameistertitel im Halbmittelgewicht gewann. Diesen konnte er am 6. Dezember 2014 gegen Karim Merroudj verteidigen.
Am 9. Mai 2015 boxte er in der Festhalle Frankfurt um die Interimsweltmeisterschaft der WBA im Halbmittelgewicht und siegte dabei einstimmig nach Punkten gegen Maurice Weber. Durch diesen Sieg wurde auch sein Vertrag bei Sauerland um vier weitere Jahre verlängert. Den Interims-Status verteidigte er im Dezember 2015 gegen Dennis Hogan und im April 2016 gegen Jean Carlos Prada.
Der als regulärer Weltmeister der WBA geführte Erislandy Lara hatte am 21. Mai 2016 Vanes Martirosyan besiegt und wurde daraufhin zum WBA Super World Champion ernannt, worauf Culcay-Keth vom Interimschampion zum regulären Weltmeister des Verbandes ernannt wurde. Seine erste Titelverteidigung bestritt er am 11. März 2017 in Ludwigshafen gegen Demetrius Andrade, welchem er bei der Amateur-WM 2007 unterlegen war, und verlor seinen Titel per Split Decision nach Punkten.
Auch seinen nächsten Kampf am 21. Oktober 2017, den er im Prudential Center von Newark und damit erstmals in den Vereinigten Staaten bestritt, verlor er einstimmig nach Punkten gegen Maciej Sulęcki. Im Februar 2018 gab Culcay-Keth dann die Trennung von seinem Promoter Sauerland bekannt und wechselte zum Berliner Promoter Agon Sports.
Der nun im Mittelgewicht boxende Culcay-Keth siegte im März 2018 gegen Craig Cunningham und drei Monate später auch gegen Adasat Rodríguez, wodurch er den EU-Titel der EBU gewann. Mit einem Sieg gegen Rafael Bejaran wurde er zudem am 22. September 2018 IBF-International-Champion.
Am 13. April 2019 konnte er in Minneapolis um den Platz des IBF-Pflichtherausforderers boxen, verlor den Kampf jedoch einstimmig nach Punkten gegen Serhij Derewjantschenko.
Culcay-Keth wechselte danach zurück in das Halbmittelgewicht und wurde am 23. November 2019 mit einem Sieg gegen Jama Saidi WBO-International-Champion. Einen weiteren bedeutenden Sieg errang er am 28. August 2020 gegen Abass Baraou. Seit seiner Niederlage gegen Derewjantschenko blieb er in acht Kämpfen ungeschlagen, ehe er am 6. April 2024 beim Kampf um die IBF-Weltmeisterschaft im Halbmittelgewicht durch TKO in Runde 11 gegen den ungeschlagenen Russen Bachram Murtassalijew unterlag.

## Liste der Profikämpfe
|                            |               | |                                             |            |                               |        |
| Jahr                       | Tag           | Gegner/Kampfziel                                                                                              | Ort                                         | Ergebnis   | Typ                           | Runden |
| 2009                       | 19. Dezember  | Jindrich Kubin                                                                                                | Sport- und Kongresshalle, Schwerin          | Sieg       | Punktsieg (einstimmig)        | 4/4    |
| 2010                       | 26. Januar    | Dmitrijus Sidorovicius                                                                                        | Bördelandhalle, Magdeburg                   | Sieg       | TKO                           | 1/4    |
| 2010                       | 24. April     | Sylvestre Marianini                                                                                           | Sporthalle Hamburg, Hamburg                 | Sieg       | TKO                           | 1/4    |
| 2010                       | 22. Mai       | Isak Tavares                                                                                                  | Stadthalle Rostock, Rostock                 | Sieg       | TKO                           | 1/6    |
| 2010                       | 3. Juli       | Omar Siala | Porsche-Arena, Stuttgart                    | Sieg       | Punktsieg (einstimmig)        | 6/6    |
| 2010                       | 31. Juli      | Ionut Trandafir Ilie                                                                                          | O2 World Hamburg, Hamburg                   | Sieg       | TKO                           | 4/6    |
| 2010                       | 19. November  | Alexei Ribtschew                                                                                              | Universum-Gym, Hamburg-Wandsbek             | Sieg       | Punktsieg (einstimmig)        | 8/8    |
| 2011                       | 9. April      | Micheil Chutsischwili                                                                                         | Bördelandhalle, Magdeburg                   | Sieg       | KO                            | 3/8    |
| 2011                       | 3. September  | Dee Mitchell                                                                                                  | Kongrescenter, Herning                      | Sieg       | Punktsieg (einstimmig)        | 10/10  |
| 2011                       | 3. Dezember   | Giammario Grasselini                                                                                          | Hartwall Arena, Helsinki                    | Sieg       | KO                            | 1/10   |
| 2012                       | 25. Februar   | Salvatore Annunziata                                                                                          | Porsche-Arena, Stuttgart                    | Sieg       | TKO                           | 7/8    |
| 2012                       | 25. August    | Frederic Serre vakante WBA-Halbmittelgewicht-Intercontinental-Meisterschaft                                   | O2 World Berlin, Berlin                     | Sieg       | TKO                           | 3/12   |
| 2012                       | 29. September | Mark Thompson WBA-Halbmittelgewicht-Intercontinental-Titelverteidigung                                        | Sporthalle Hamburg, Hamburg                 | Sieg       | TKO                           | 5/12   |
| 2012                       | 15. Dezember  | Jean Michel Hamilcaro WBA-Halbmittelgewicht-Intercontinental-Titelverteidigung                                | Arena Nürnberger Versicherung, Nürnberg     | Sieg       | TKO                           | 5/12   |
| 2013                       | 27. April     | Guido Nicolas Pitto WBA-Halbmittelgewicht-Intercontinental-Titelverteidigung                                  | Sporthalle Hamburg, Hamburg                 | Niederlage | Punktniederlage (mehrstimmig) | 12/12  |
| 2013                       | 26. Oktober   | Guido Nicolas Pitto WBA-Halbmittelgewicht-Intercontinental-Meisterschaft                                      | EWE Arena, Oldenburg                        | Sieg       | Punktsieg (einstimmig)        | 12/12  |
| 2013                       | 14. Dezember  | Dieudonne Belinga WBA-Halbmittelgewicht-Intercontinental-Titelverteidigung                                    | Jahnsportforum, Neubrandenburg              | Sieg       | Punktsieg (einstimmig)        | 12/12  |
| 2014                       | 5. April      | Salim Larbi WBA-Halbmittelgewicht-Intercontinental-Titelverteidigung                                          | Stadthalle Rostock, Rostock                 | Sieg       | Punktsieg (einstimmig)        | 12/12  |
| 2014                       | 16. August    | Isaac Real WBA-Halbmittelgewicht-Intercontinental-Titelverteidigung EBU-Halbmittelgewicht-Europameisterschaft | Erfurter Messe, Erfurt                      | Sieg       | Punktsieg (einstimmig)        | 12/12  |
| 2014                       | 6. Dezember   | Karim Merroudj EBU-Halbmittelgewicht-Titelverteidigung                                                        | EWE Arena, Oldenburg                        | Sieg       | Punktsieg (einstimmig)        | 12/12  |
| 2015                       | 9. Mai        | Maurice Weber WBA-Halbmittelgewicht-Interim-Meisterschaft                                                     | Festhalle, Frankfurt am Main                | Sieg       | Punktsieg (einstimmig)        | 12/12  |
| 2015                       | 5. Dezember   | Dennis Hogan WBA-Halbmittelgewicht-Interim-Titelverteidigung                                                  | Inselparkhalle, Hamburg-Wilhelmsburg        | Sieg       | Punktsieg (einstimmig)        | 12/12  |
| 2016                       | 9. April      | Jean Carlos Prada WBA-Halbmittelgewicht-Interim-Titelverteidigung                                             | MBS Arena Potsdam, Potsdam                  | Sieg       | Aufgabe                       | 9/12   |
| 2017                       | 11. März      | Demetrius Andrade WBA-Halbmittelgewicht-Weltmeisterschaft                                                     | Friedrich-Ebert-Halle, Ludwigshafen         | Niederlage | Punktniederlage (mehrstimmig) | 12/12  |
| 2017                       | 21. Oktober   | Maciej Sulęcki                                                                                                | Prudential Center, Newark (New Jersey)      | Niederlage | Punktniederlage (einstimmig)  | 10/10  |
| 2018                       | 10. März      | Craig Cunningham                                                                                              | Stadthalle Gütersloh, Gütersloh             | Sieg       | Punktsieg (einstimmig)        | 8/8    |
| 2018                       | 9. Juni       | Adasat Rodriguez EBU-Mittelgewicht-Europameisterschaft                                                        | Kohlrabizirkus, Leipzig                     | Sieg       | TKO                           | 6/12   |
| 2018                       | 22. September | Rafael Bejaran IBF-Mittelgewicht-International-Meisterschaft                                                  | MBS Arena Potsdam, Potsdam                  | Sieg       | TKO                           | 10/12  |
| 2019                       | 13. April     | Serhij Derewjantschenko IBF-Mittelgewicht-Eliminator                                                          | Minneapolis Armory, Minneapolis (Minnesota) | Niederlage | Punktniederlage (einstimmig)  | 12/12  |
| 2019                       | 15. Juni      | Stefano Castellucci                                                                                           | Sport- und Kongresshalle, Schwerin          | Sieg       | Punktsieg (einstimmig)        | 8/8    |
| 2019                       | 23. November  | Jama Saidi WBO-Halbmittelgewicht-International-Meisterschaft                                                  | Arena Berlin, Berlin                        | Sieg       | Punktsieg (einstimmig)        | 12/12  |
| 2020                       | 12. Juni      | Howard Cospolite WBO-Halbmittelgewicht-International-Titelverteidigung                                        | Havelstudios, Berlin                        | Sieg       | Punktsieg (einstimmig)        | 12/12  |
| 2020                       | 28. August    | Abass Baraou                                                                                                  | Havelstudios, Berlin                        | Sieg       | Punktsieg (mehrstimmig)       | 12/12  |
| 2022                       | 11. März      | Khalil El Harraz                                                                                              | AGON Sportpark, Berlin                      | Sieg       | Punktsieg (einstimmig)        | 12/12  |
| 2022                       | 2. Juli       | Emanuele Cavallucci                                                                                           | Stadtwerke Erding Arena, Erding             | Sieg       | Punktsieg (einstimmig)        | 10/10  |
| 2022                       | 12. November  | Damiano Falcinelli                                                                                            | AGON Sportpark, Berlin                      | Sieg       | Punktsieg (einstimmig)        | 8/8    |
| (Quelle: BoxRec-Datenbank) |               | |                                             |            |                               |        |

## Soziales Engagement
Jack Culcay hat sich in Hamburg für die „Boxschool – Verein für Gewaltprävention e. V.“ engagiert. Er ist aktiver Botschafter von „Du musst kämpfen“ (DMK), ein Projekt, das Spenden für krebskranke Kinder sammelt.